# 田中奈月
田中 奈月（たなか なつき、1998年3月25日 - ）は、日本の俳優・タレントである。本名も同じ。福岡県久留米市出身。アイドルグループ QunQun（キュンキュン）の元メンバー。
身長160cm。株式会社Alba所属。

## 出演

### テレビ
- 土曜時代ドラマ 悦ちゃん（2017年、NHK）
- モノクラーベ（2017年、BSスカパー）
- DISH//の恋するドラマディッシュ 〜あなたの妄想をドラマ化します〜 （2018年、AbemaTV）
- トーキョーエイリアンブラザーズ - 第7話 - （2018年、日本テレビ）
- 相棒 season18 - 第7話 -「ご縁」 （2019年、テレビ朝日）- 秋山のぞみ役
- 痛快TV スカッとジャパン　（2020年、フジテレビ） - 遠藤和美役
- 東京、愛だの、恋だの - 第6話 - （2021年、Paravi）
- 日曜劇場 マイファミリー （2022年、TBS）
- ええじゃないか!! （2023年、TOKYO MX）

### 映画
- 想い出の中で （2015年、監督：完山京洪）
- ROMANESCO（HKT48アルバム特典短編映画）（2017年、監督：二宮健）
- 野球部員、演劇の舞台に立つ！（2018年から全国各地で上映継続中、監督：中山節夫）
- そこにきみはいて（2025年公開予定、監督：竹馬靖具）[1]

### MV
- YUTARO「優しい背中」（2015）
- daisuke katayama 「FOREIGN LAND」（2021）
- SHION「LIFE IS A GAME」（2021）

### ラジオ
- 桝田幸希のトークへゆきます（2020年から複数回ゲスト出演、ぎふチャンラジオ）

### イベント
- 神戸コレクション2020（2020年）